# Monte Ontake
O Monte Ontake (em japonês 御嶽山, Ontake-san) também conhecido como Kiso Ontake-San (em japonês 木曽御嶽山, Kiso-Ontake-san) é um estratovulcão ativo com altitude de 3067 metros, situado a 100 km ao noroeste de Nagoya entre as cidades de Gifu e Nagano, na ilha de Honshū, no Japão. É o segundo mais alto vulcão do Japão.
O monte Ontake foi o centro da fé antigamente, e é considerado sagrado pelos budistas fiéis. Existe em sua saia exterior uma floresta primitiva e bonita, que já foi protegida por samurais e por imperadores.
O monte Ontake tem 5 lagos, um dos quais, o Ni no Ike a 2905 metros de altitude, é o mais alto do Japão.
A canção famosa do folclore japonês, Kisobushi imortalizou o monte

## Erupções

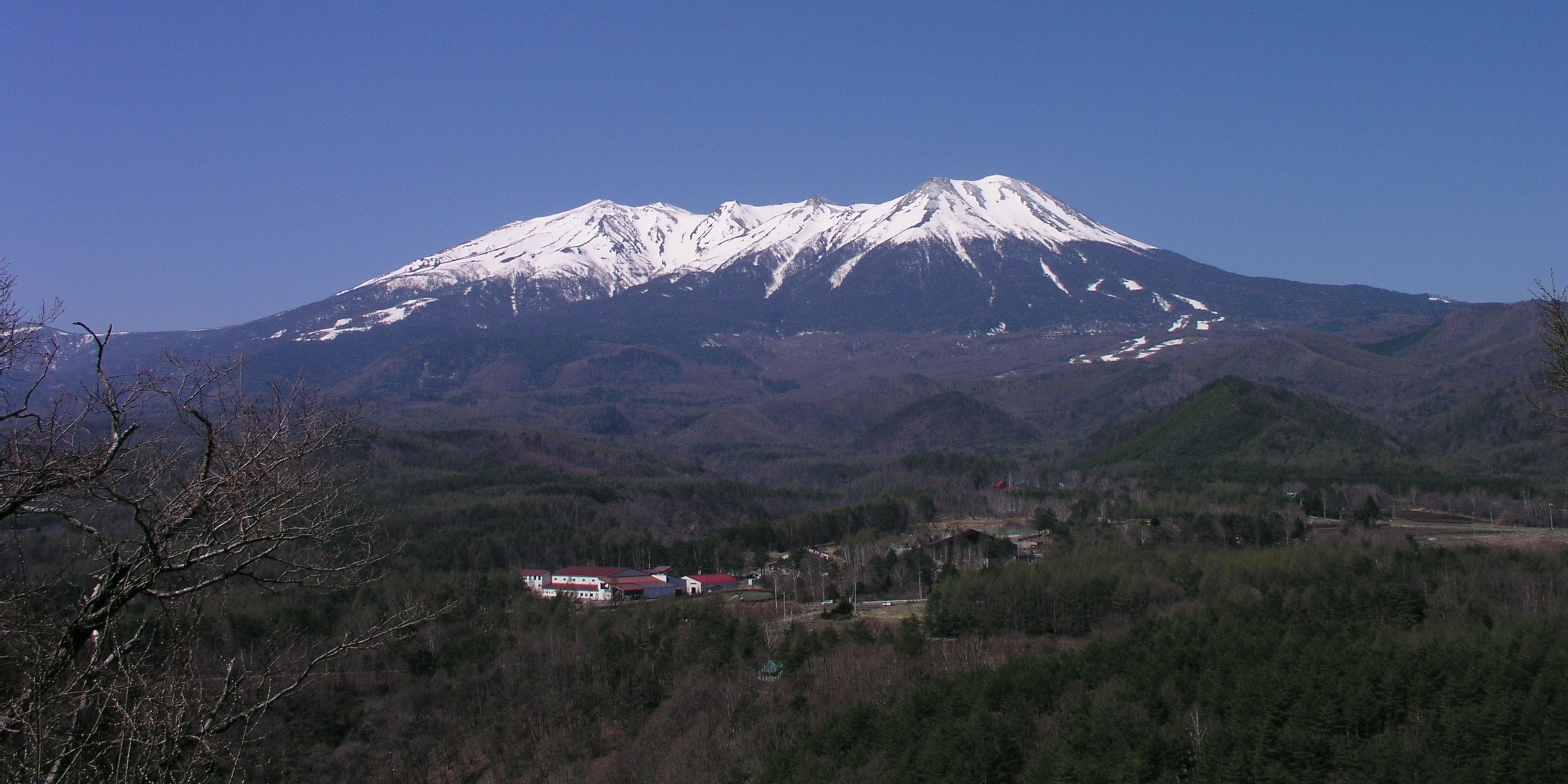
O monte Ontake

Sem registros históricos de erupções, aparentemente manteve-se inativo até outubro de 1979, quando ocorreu uma série de erupções durando até abril de 1980.
Em 27 de setembro de 2014, o vulcão entrou em erupção, não expelindo lava, mas projetando pedras e cinzas, matando dezenas de pessoas entre as centenas que estavam em sua proximidade. Tipo de erupção: explosiva.